# Festival du cinéma vénézuélien
Le Festival du cinéma vénézuélien (espagnol : Festival del Cine Venezolano) est un événement cinématographique qui se tient chaque année au Venezuela, depuis 2005 dans la ville de Mérida et à partir de 2024 dans l'île de Margarita, où des films nationaux sont en compétition, souvent en première internationale, et où l'on rend hommage à des artistes et à des figures établies du milieu.
Il est organisé par la Fundación para el Desarrollo de las Artes y la Cultura (Fundearc), elle-même fondée par le réalisateur Luis Alberto Lamata (es) en 1992 et déclarée patrimoine régional en 2022. Il ne doit pas être confondu avec le Festival de Cine Nacional, qui s'est tenu à Mérida de 1980 à 1990.
En mai 2025, il est annoncé que l'édition 2025 du festival est annulée. Quelque temps auparavant, un membre de l'équipe du film Hotel Houffer, réalisé par Kevin Canache, a accusé Karina Gómez Franco, présidente actuelle du Festival du cinéma vénézuélien, de fraude, escroquerie et incitation à la haine.

## Palmarès du meilleur film
- 2005 : Manuela Sáenz de Diego Rísquez
- 2006 : Secuestro express de Jonathan Jakubowicz
- 2007 : Cartes postales de Leningrad (Postales de Leningrado) de Mariana Rondón (es)
- 2008 : El enemigo de Luis Alberto Lamata (es)
- 2009 : Cheila, una casa pa' maita (es) d'Eduardo Barberena
- 2010 : Taita Boves de Luis Alberto Lamata (es)
- 2011 : El rumor de las piedras (es)) de Alejandro Bellame
- 2012 : Patas arriba (es) d'Alejandro García Wiedeman
- 2013 : Piedra, papel o tijera (es) de Hernán Jabes
- 2014 : El regreso (es) de Patricia Ortega
- 2015 : Tres bellezas de Carlos Caridad-Montero (es)
- 2016 : El malquerido (es) (2016) de Diego Rísquez
- 2017 : El amparo (es) de  Rober Calzadilla (es)
- 2018 : Hijos de la sal des frères Andrés Eduardo et Luis Alejandro Rodríguez
- 2019 : Historias pequeñas de Rafael Marziano Tinoco
- 2020 : Un destello interior (es) des frères Andrés Eduardo et Luis Alejandro Rodríguez
- 2021 : Especial d'Ignacio Márquez
- 2022 : Yo y las bestias (es) de Nico Manzano (es)
- 2023 : Simón (es) de Diego Vicentini (es)
- 2024 : La sombra del Catire de Jorge Hernández Aldana (es)